# Höhlteich
Koordinaten: 50° 42′ 58″ N, 12° 43′ 52″ O

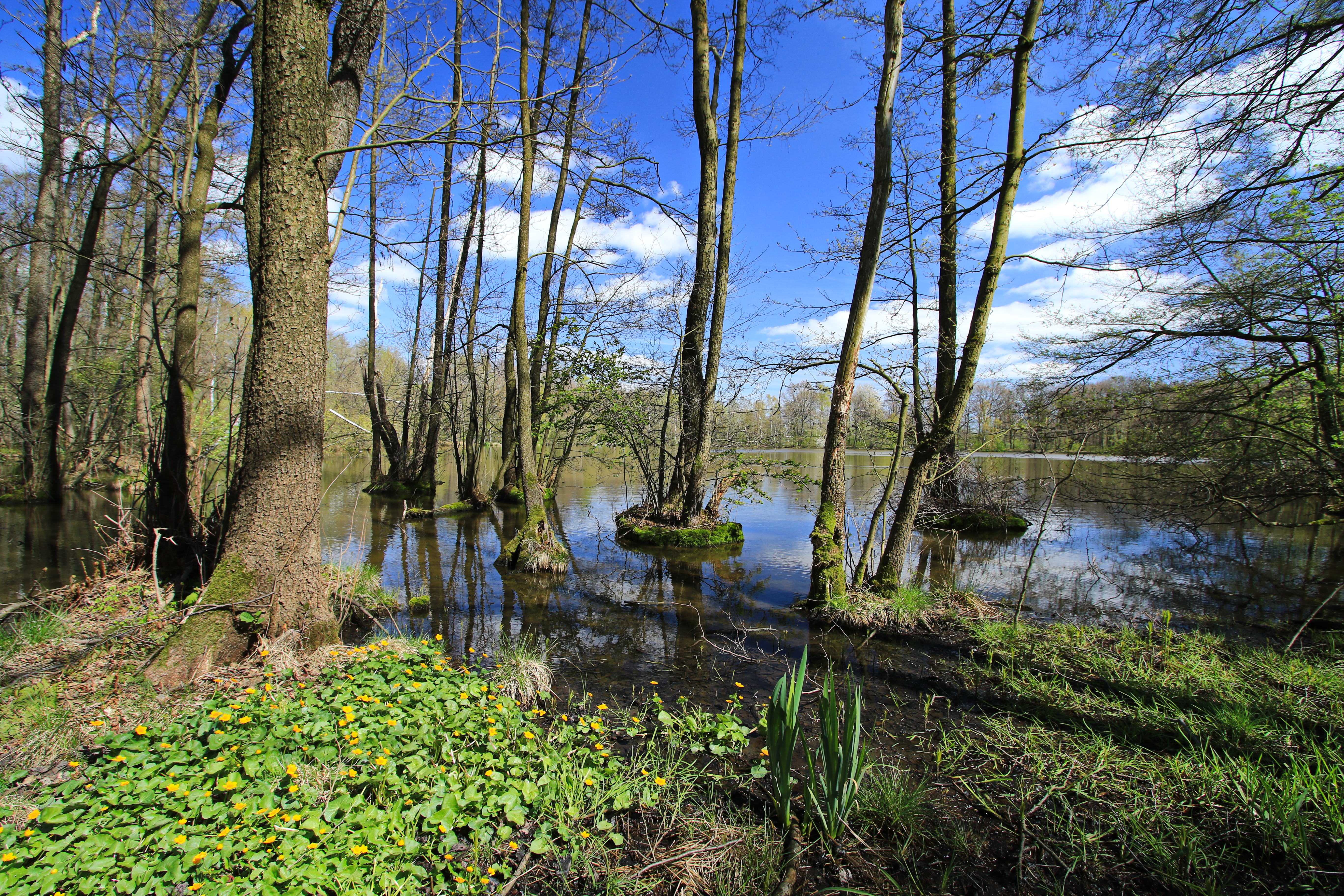
Naturschutzgebiet Höhlteich (April 2017)

Das Naturschutzgebiet Höhlteich liegt im Erzgebirgskreis in Sachsen. Es erstreckt sich nordwestlich von Oberwürschnitz, einer Gemarkung im Ortsteil Neuwürschnitz der Stadt Oelsnitz/Erzgeb. Westlich des Gebietes verläuft die S 246, nördlich die S 256, östlich die Kreisstraße K 8809 und südlich die K 8851. Durch das Gebiet fließt der Höhlbach, ein Zufluss der Würschnitz, die östlich fließt.

## Bedeutung
Das rund 37,1 ha große Gebiet mit der NSG-Nr. C 77 wurde im Jahr 1995 unter Naturschutz gestellt.